# Rayshaun Hammonds
Rayshaun Hammonds (Augusta, Georgia, 10 de noviembre de 1998) es un jugador de baloncesto estadounidense que mide 2,06 metros y actualmente juega de pívot en el BC Avtodor Saratov de la VTB United League. 

## Trayectoria
Hammonds es un pívot formado en Norcross High School de Norcross, Georgia, antes de ingresar en 2017 en la Universidad de Georgia, situada en Athens, Georgia, donde jugó durante tres temporadas la NCAA con los Georgia Bulldogs, desde 2017 a 2020. 
Después de no ser seleccionado en el draft de la NBA de 2020, Hammonds firmó con los Indiana Pacers. El 18 de diciembre de 2020, los Pacers cortaron al jugador.
El 11 de enero de 2021, Hammonds fue firmado por los Fort Wayne Mad Ants de la NBA G League, con los que promedió 6,1 puntos y 4,8 rebotes por partido. 
En verano de 2011, disputó la Liga de Verano de la NBA con los Toronto Raptors.
El 26 de agosto de 2021, Hammonds llega a Letonia para jugar en las filas del VEF Rīga de LEBL. Con el conjunto letón se proclamaría campeón de la Latvijas Basketbola līga, de la Latvian-Estonian Basketball League y de la Copa de Letonia al término de la temporada 2021-22.
El 25 de julio de 2022, firma por el BG 74 Göttingen de la Basketball Bundesliga.